# Coupe de la Ligue 1998-1999
La Coupe de la Ligue 1998-1999 fu la 5ª edizione della manifestazione.
Iniziò il 28 ottobre 1998 e si concluse il 8 maggio 1999 con la finale allo Stade de France vinta per 1 a 0 dal Lens contro il Metz. La squadra campione in carica era il Paris Saint-Germain.

## Calendario
| Turno            | Partita Unica                               |                                             |
| ---------------- | ------------------------------------------- | ------------------------------------------- |
| Primo turno      | 1-28 novembre 1998                          | 1-28 novembre 1998                          |
| Secondo turno    | 9-10 gennaio 1999                           | 9-10 gennaio 1999                           |
| Ottavi di finale | 1-3 febbraio 1999                           | 1-3 febbraio 1999                           |
| Quarti di finale | 5-7 marzo 1999                              | 5-7 marzo 1999                              |
| Semifinali       | 17-18 aprile 1999                           | 17-18 aprile 1999                           |
| Finale           | 8 maggio 1999 Saint-Denis (Stade de France) | 8 maggio 1999 Saint-Denis (Stade de France) |

## Partite

### Primo Turno
| Squadra 1        | Risultato         | Squadra 2 |
| ---------------- | ----------------- | --------- |
| Wasquehal        | 0 - 1             | Troyes    |
| Saint-Étienne    | 2 - 2 (4 - 1 dcr) | Gueugnon  |
| Le Mans          | 1 - 2             | Red Star  |
| Caen             | 0 - 0 (6 - 5 dcr) | Sedan     |
| Louhans-Cuiseaux | 1 - 0             | Lilla     |
| Nîmes            | 0 - 2             | Niort     |
| Amiens           | 2 - 1 (dts)       | Mulhouse  |
| Martigues        | 2 - 2 (6 - 7 dcr) | Cannes    |
| Guingamp         | 4 - 1             | Ajaccio   |

### Secondo Turno
| Squadra 1           | Risultato         | Squadra 2        |
| ------------------- | ----------------- | ---------------- |
| Paris Saint-Germain | 1 - 0             | Saint-Étienne    |
| Niort               | 0 - 1             | Auxerre          |
| Guingamp            | 0 - 1             | Amiens           |
| Olympique Lione     | 0 - 2             | Montpellier      |
| Olympique Marsiglia | 1 - 1 (5 - 6 dcr) | Lens             |
| Laval               | 0 - 1             | Rennes           |
| Lorient             | 1 - 2             | Châteauroux      |
| Cannes              | 0 - 1             | Louhans-Cuiseaux |
| Valence             | 0 - 0 (2 - 4 dcr) | Tolosa           |
| Le Havre            | 1 - 0             | Bordeaux         |
| Monaco              | 1 - 0             | Caen             |
| Sochaux             | 1 - 0 (dts)       | Bastia           |
| Metz                | 1 - 0             | Nantes           |
| Nancy               | 1 - 0             | Beauvais         |
| Red Star            | 1 - 1 (2 - 4 dcr) | Nizza            |
| Strasburgo          | 1 - 4 (dts)       | Troyes           |

### Ottavi di finale
| Squadra 1   | Risultato         | Squadra 2           |
| ----------- | ----------------- | ------------------- |
| Monaco      | 0 - 0 (2 - 3 dcr) | Paris Saint-Germain |
| Sochaux     | 2 - 1             | Nancy               |
| Metz        | 2 - 0             | Louhans-Cuiseaux    |
| Le Havre    | 0 - 2             | Lens                |
| Rennes      | 4 - 0             | Troyes              |
| Châteauroux | 0 - 1             | Montpellier         |
| Amiens      | 1 - 2             | Auxerre             |
| Nizza       | 0 - 2             | Tolosa              |

### Quarti di finale
| Squadra 1       | Risultato         | Squadra 2   |
| --------------- | ----------------- | ----------- |
| Auxerre         | 0 - 1             | Sochaux     |
| Olympique Lione | 0 - 2             | Montpellier |
| Metz            | 3 - 3 (3 - 2 dcr) | Tolosa      |
| Rennes          | 0 - 1             | Lens        |

### Semifinali
| Squadra 1 | Risultato   | Squadra 2   |
| --------- | ----------- | ----------- |
| Lens      | 2 - 0 (dts) | Sochaux     |
| Metz      | 4 - 3       | Montpellier |

### Finale
| Arbitro: | Claude Colombo |

|             |           |  |
| Moreira 56’ | Marcatori |  |

#### Formazioni
| Lens            |    |                     |  |     |
|                 |    |                     |  |     |
| P               | 1  | Guillaume Warmuz    |  |     |
| D               | 2  | Éric Sikora         |  |     |
| D               | 4  | Cyrille Magnier     |  |     |
| D               | 6  | Cyril Rool          |  |     |
| D               | 13 | Frédéric Déhu (C)   |  |     |
| C               | 25 | Valérien Ismaël     |  |     |
| C               | 8  | Stéphane Dalmat     |  | 90’ |
| C               | 19 | Vladimír Šmicer     |  | 80’ |
| C               | 10 | Daniel Moreira      |  | 77’ |
| A               | 11 | Tony Vairelles      |  |     |
| A               | 21 | Pascal Nouma        |  |     |
| Sostituti:      |    |                     |  |     |
| P               | 16 | Christophe Marichez |  |     |
| D               | 3  | Yoann Lachor        |  |     |
| C               | 7  | Michaël Debève      |  | 77’ |
| C               | 9  | Alex Nyarko         |  | 90’ |
| A               | 18 | Philippe Brunel     |  | 80’ |
| Allenatore:     |    |                     |  |     |
| Daniel Leclercq |    |                     |  |     |

| Metz        |    |                         |  |     |
|             |    |                         |  |     |
| P           | 1  | Lionel Letizi           |  |     |
| D           | 2  | Pascal Pierre           |  |     |
| D           | 5  | Sylvain Kastendeuch (C) |  |     |
| D           | 18 | Jeff Strasser           |  |     |
| D           | 26 | David Regis             |  | 69’ |
| C           | 8  | Franck Rizzetto         |  |     |
| C           | 10 | Frédéric Meyrieu        |  |     |
| C           | 14 | Geoffray Toyes          |  |     |
| C           | 25 | Danny Boffin            |  |     |
| A           | 28 | Gunter van Handenhoven  |  | 87’ |
| A           | 15 | Nenad Jestrović         |  |     |
| Sostituti:  |    |                         |  |     |
| P           | 14 | André Biancarelli       |  |     |
| D           | 4  | Sébastien Schemmel      |  | 87’ |
| C           | 12 | Grégory Proment         |  |     |
| C           | 7  | Ludovic Asuar           |  | 69’ |
| A           | 29 | Nasreddine Kraouche     |  |     |
| Allenatore: |    |                         |  |     |
| Joël Muller |    |                         |  |     |